# 야마토 시대
야마토시대(大和時代)는 나라현의 아스카촌을 중심으로 일본을 다스리던 국가 형성, 확립의 시대(250년~710년)이다. 고훈 시대와 아스카 시대를 합해서 일컫는다. 아직 일본이라는 국명을 사용하진 않았으며, 한국과 중국에서는 왜(倭)라고 불렸다.

## 최초의 통일국가

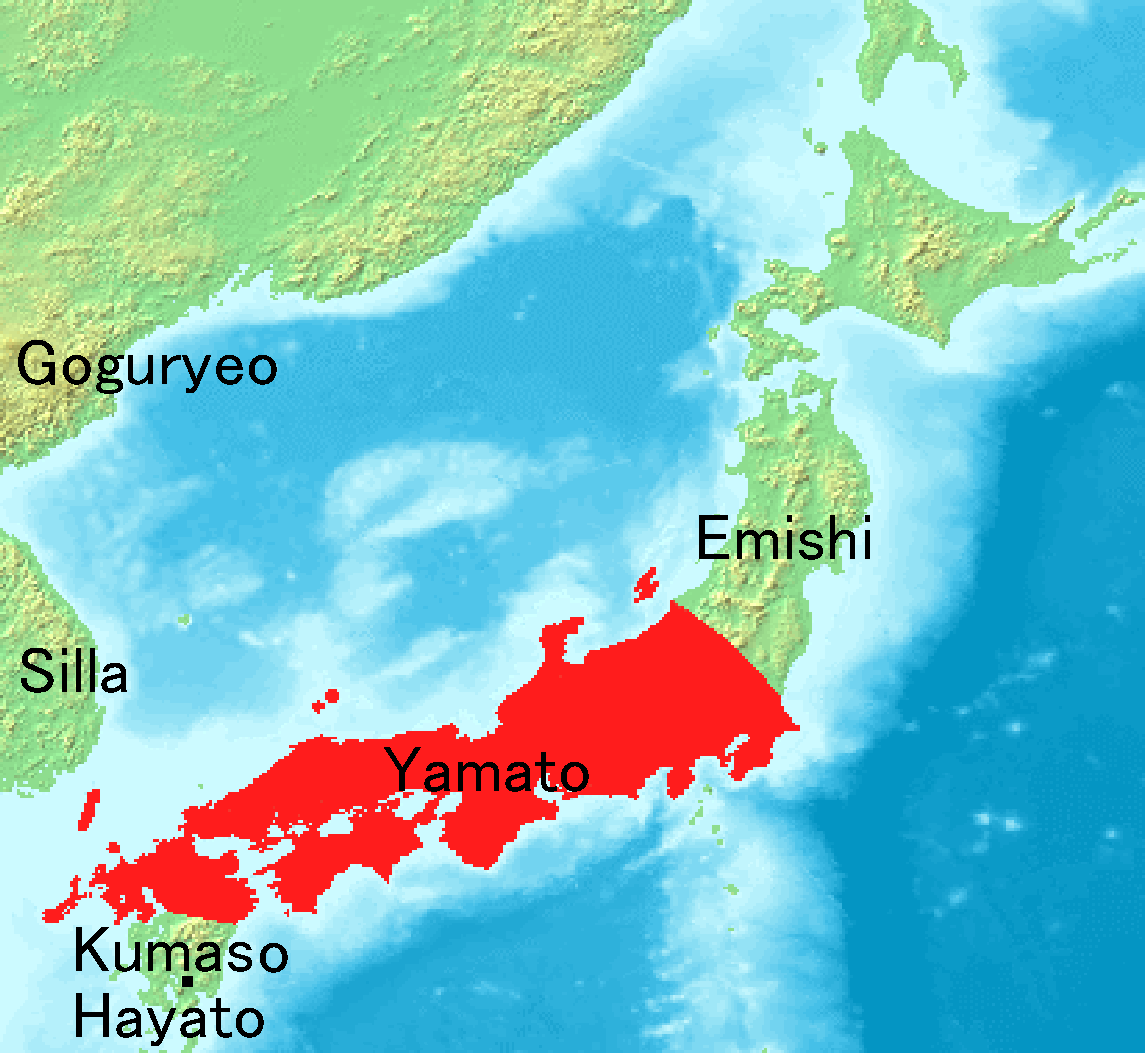
7세기의 야마토

야마토 정권이 정확히 언제부터 시작되었으며 언제부터 주변 부족들을 제치고 일본을 대표하는 위치를 얻었느냐에 대해서는 항상 논란이 있어왔다. 현재까지 고고학, 역사적으로 연구한 바에 따르면 4세기 초에 긴키내(近畿內)의 야마토를 중심으로 통일국가가 생겼다. 이후 야마토 정권은 점차 지배권을 넓히기 시작했다. 5세기에는 규슈 북부, 시코쿠, 간사이에 이르는 지역을 지배하였다. 이 때부터 세습제를 확립해 국호를 야마토로 하고, 현재 일본 천황의 전신인 오키미(大王)가 군림하였다. 오키미 밑에는 귀족계급이 형성되어 성(姓)을 부여받고 광대한 토지와 백성을 소유하였다. 6세기부터는 일본 내에서 절대적으로 우세한 위치를 점했다. 7세기 쇼토쿠 태자는 한국과 중국의 제도, 문물 등을 수입하여 국내의 제반 체제를 혁신하고 아스카 문화를 꽃피었다. 이는 640~650년대의 다이카 개신의 기초가 되었다.
710년 겐메이 천황(元明天皇)의 헤이조쿄(平城京, 현재 나라현의 나라시) 천도로 야마토 시대는 끝나고 나라 시대로 넘어간다.

## 대외 관계
일본서기에 따르면, 왜국 지배층이 대외 교류에서 신라의 통제를 받는 상황을 불편하게 생각하여, 야마토국의 역대 왕들이 ‘신라를 치고 임나를 다시 세우겠다’는 의지를 표명하였다.
신라는 6세기 후반 가야 지역을 점령한 바 있다.

## 같이 보기
- 야마토 민족
- 야마토 왕권
- 야마토국
- 야마토 민족을 중핵으로 하는 세계정책의 검토 - 태평양 전쟁 당시의 일본정부 비밀문서

## 참고 자료
- 「살아있는 세계사 교과서」, 말 달리는 한반도 - 일어서는 일본, 전국역사교사모임 저, 휴머니스트(2005년, 179~187p)
- 「세계의 교과서 한국을 말하다」, 미국에 살아 있는 임나일본부설, 이길상 저, 푸른숲(2009년, 46~51p)